# Khu bảo tồn thiên nhiên Hòn Bà
Khu bảo tồn thiên nhiên Hòn Bà là một khu bảo tồn thiên nhiên thuộc địa phận của 4 huyện: Khánh Vĩnh, Khánh Sơn, Cam Lâm, Diên Khánh, tỉnh Khánh Hòa, Việt Nam.

## Địa lý
Khu bảo tồn thiên nhiên Hòn Bà nằm cách thành phố Nha Trang khoảng 30 km đường chim bay và khoảng 60 km đường đi ô tô. Bao gồm nhiều dãy núi liên tiếp, có độ cao tuyệt đối 1.578 m. Với tọa độ: 12°01'45" đến 12°12'00" vĩ bắc và 108°54'04" đến 109°05'00" kinh đông. Từ Quốc lộ 1, đoạn qua xã Suối Cát, huyện Cam Lâm, rẽ vào con đường nhỏ sát chân núi, cạnh hồ Suối Dầu để bắt đầu hành trình chinh phục Hòn Bà. Con đường 37 km từ Suối Dầu lên đỉnh Hòn Bà với những khúc cua cùi chỏ sẽ thỏa mãn đam mê đối với những người ưa mạo hiểm.
Khu bảo tồn Hòn Bà có tổng diện tích là 20.978,3 ha; bao gồm các phân khu chức năng:
- Phân khu bảo vệ nghiêm ngặt: 10.448,2 ha
- Phân khu phục hồi sinh thái: 10.530,1 ha
- Phân khu hành chính dịch vụ: từ 15-20 ha

Đối với vùng đệm sẽ khảo sát và được hình thành một dự án riêng.

### Khí hậu
Hòn Bà nằm trên một vị trí khá cao, hơn 1.500 m so với mức nước biển, có khí hậu mát mẻ quanh năm, được ví như Đà Lạt thứ hai của Miền Trung, độ ẩm quanh năm cao vì có mưa thường xuyên trong suốt năm.

## Lịch sử
Hòn Bà khám phá bởi bác sĩ Alexandre Yersin vào ngày 22 tháng 9 năm 1863. Từ năm 1915, ông đã xây dựng trại nghiên cứu tại cao độ 1.500 m trên đỉnh Hòn Bà, nơi đây đã thực hiện nhiều chương trình thực nghiệm, gây trồng và sử dụng các loài cây thuốc (ngày nay vẫn còn vài dấu tích). Trong số đó, có cây ký ninh (Cinchona ledgeriana) được nhập từ Nam Mỹ. Để tưởng nhớ đến bác sĩ Yersin, tỉnh đã cho phục dựng ngôi nhà của ông trên nền cũ tại đỉnh Hòn Bà. Đặc biệt ông còn có công điều tra phát hiện nhiều loài thực vật quý hiếm tại Hòn Bà, được vinh danh mang tên cho vài loài tiêu biểu như: trương hùng (Reevesia yersinii), chè Hòn Bà(Thea yersinii).
Khu bảo tồn Hòn Bà được thành lập theo quyết định số 98/2005/QĐ-UBND, ngày 15/12/2005 của UBND tỉnh Khánh Hòa với các mục tiêu và nhiệm vụ sau:
- Bảo tồn đa dạng sinh học hệ sinh thái rừng nhiệt đới và á nhiệt đới với các nguồn gen động thực vật quý hiếm.
- Phòng hộ đầu nguồn, bảo vệ và duy trì nguồn nước cho hồ Suối Dầu.
- Góp phần bảo vệ môi trường sinh thái, điều tiết khí hậu.
- Phục vụ nghiên cứu khoa học về rừng, tạo nên một khu du lịch sinh thái hoàn chỉnh khép kín với du lịch biển TP. Nha Trang.

## Hệ thực - động vật

### Thảm thực vật rừng
Theo kết quả điều tra khảo sát, có thể phân loại thảm thực vật rừng ở Hòn Bà theo các kiểu sau:
- Rừng kín thường xanh á nhiệt đới núi trung bình (ở độ cao từ 1.000-1.600m); trong đó có kiểu rừng kín Thường xanh hỗn giao cây lá rộng và lá kim á nhiệt đới.
- Rừng kín thường xanh á nhiệt đới núi thấp (độ cao từ 500-1.000m)
- Rừng kín thường xanh ẩm nhiệt đới (độ cao dưới 500m)
- Rừng thứ sinh nhân tác nhiệt đới; trong đó có các kiểu phụ rừng tre nứa xen cây gỗ, rừng phục hồi sau nương rẫy, trảng cỏ cây gỗ và cây bụi rãi rác...

### Hệ thực vật rừng
Hệ thực vật rừng ở Hòn Bà thể hiện sự đa dạng rõ nét: số liệu điều tra thống kê ban đầu có khoảng 592 loài thực vật bậc cao, thuộc 401 chi và 120 họ; trong đó: thông đất và dương xỉ có 73 loài, ngành hạt trần có 8 loài và ngành hạt kín có 511 loài. Ngoài các thành phần cây lá kim, tại đây còn có sự hiện diện của những loài thuộc các họ chỉ phân bố ở đai khí hậu á nhiệt đới hoặc ôn đới như: họ Đỗ quyên (Ericaceae), họ Thích (Aceraceae), họ Nguyệt quế (Lauraceae), họ Ráng tiên tọa (Cyatheaceae)...

### Hệ động vật rừng
Theo kết quả thống kê sơ bộ cho thấy hệ động vật rừng bao gồm 255 loài thuộc 88 họ; nằm trong 4 lớp thú, chim, bò sát và ếch nhái. Đặc biệt có sự hiện diện của các đàn Chà vá chân đen và Vượn bạc má.

## Giá trị đa dạng sinh học
Giá trị về khoa học: trong danh lục thực vật Hòn Bà đã thống kê được 43 loài quý hiếm được liệt kê trong Sách đỏ Việt Nam, trong đó đáng kể là các loài thông lá dẹt (Pinus krempfii), pơ mu (Fokienia hodginsii), hồng quang (Rhodoleia championii), gõ đỏ (Afzelia xylocarpa), trắc dây (Dalbergia annamensis), mun (Diospyros mun), xoay (Dialium cochinchinensis),...
- Đa dạng về yếu tố đặc hữu: một số loài mang tên các địa danh Nha Trang, Hòn Bà như: dẻ gai Nha Trang (Castanopsis nhatrangensis), thị Nha Trang (Diospyros nhatrangensis), đỗ quyên Nha Trang (Rhododendron nhatrangensis), sồi Hòn Bà (Lithocarpus honbaensis), bùi Hòn Bà (Ilex honbaensis), minh điền Hòn Bà (Medinilla honbaensis). Có những nguồn gen đặc biệt quý hiếm, như thông lá dẹt là loài đặc hữu của Việt Nam, ớt làn mụn cóc (Tabernaemontana granulosa) là loài đặc hữu hẹp mới chỉ tìm thấy ở Hòn Bà và Ninh Hòa (Khánh Hòa) ...
- Giá trị về dược liệu: Hòn Bà là nơi có nguồn dược liệu tự nhiên hết sức phong phú và giá trị cao: linh chi (Ganoderma lucidum), sa nhân (Amomum xanthioides), dó bầu (Aquilaria crassna), lười ươi (Scaphium lychnophorum), cốt toái bổ (Drynaria fortunei), ngũ gia bì (Schefflera octophylla), ba gạc (Rauwolfia cambodiana), bời lời chanh (Litsea cubeba), ...
- Giá trị về cung cấp gỗ và lâm đặc sản: Hòn Bà có nhiều loài cây gỗ quý như: pơ mu, hoàng đàn giả, gõ đỏ, giáng hương, mun, sơn huyết, sến, gõ mật, ... Nhiều lâm đặc sản khác như: song mây ...